# Ašur-nadin-apli
Ašur-nadin-apli, nazvan po bogu Ašuru, bio je asirski kralj, sin kralja Tukulti-Ninurte I. Imao je dvojicu braće - Ašur-nasir-pala i Enlil-kuduri-usura. Naslijedio ga je nećak Ašur-nirari III.